# Morafenobe
Morafenobe är en ort och kommun i den västra delen av Madagaskar. Morafenobe ligger i distriktet Morafenobe som är en del av provinsen Morafenobe i regionen Melaky. Morafenobe har en liten flygplats, Morafenobe Airport.